# مونتييخا
بلدية مونتييخا (بالإسبانية: Motilleja) هي بلدية تقع في مقاطعة البسيط التابعة لمنطقة كاستيا لا مانتشا وسط إسبانيا.

## الديموغرافيا
بلغ عدد سكان بلدية مونتييخا 600 نسمة عام 2011 (وفقاً للمعهد الوطني الإسباني للإحصاء).
| 541 | 511 | 511 | 536 | 557 | 585 | 600 |